# Tillandsia humilis
Tillandsia humilis là một loài thực vật có hoa trong họ Bromeliaceae. Loài này được C.Presl miêu tả khoa học đầu tiên năm 1827.

## Hình ảnh

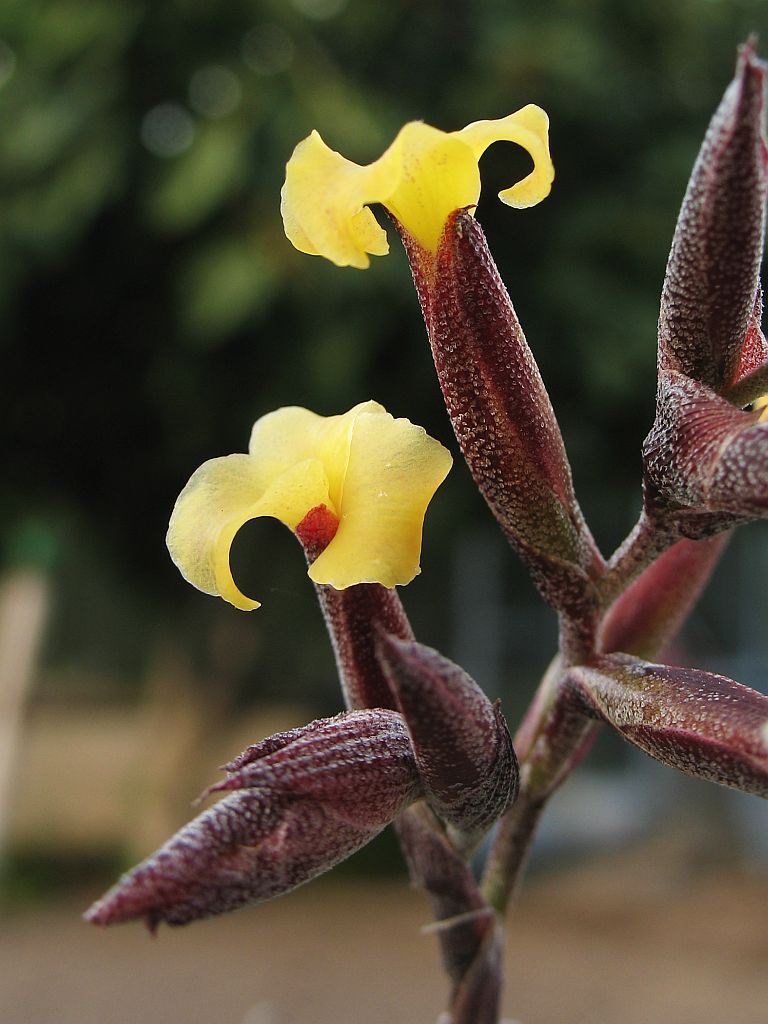
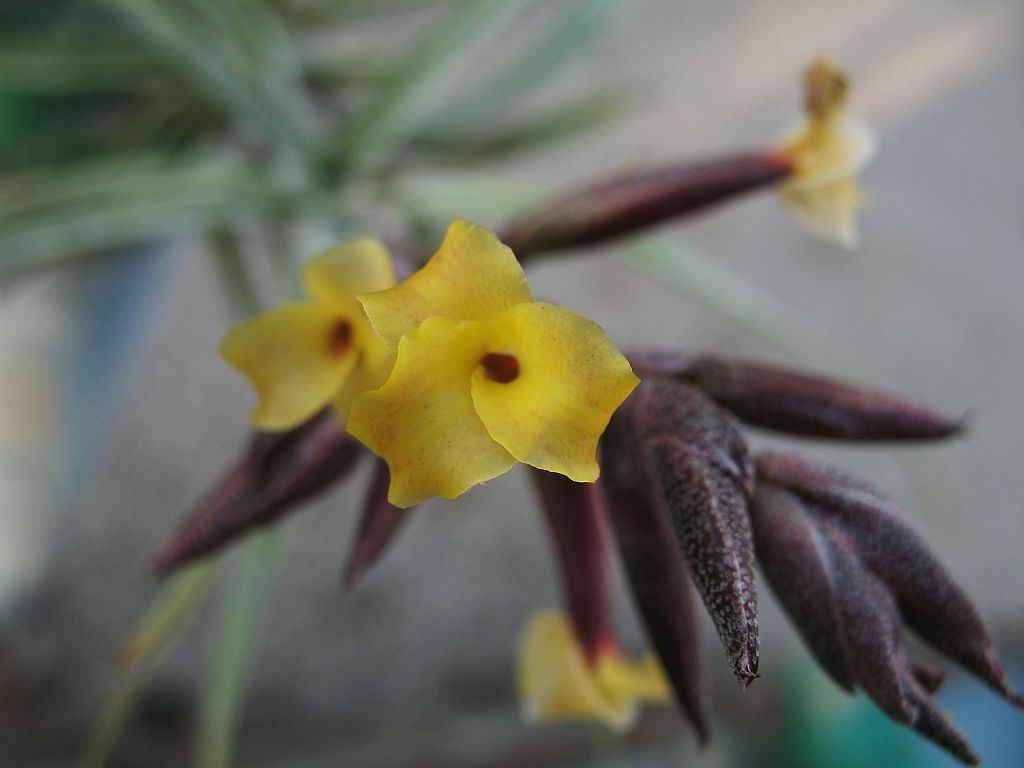